# Ellweiler
Ellweiler es un municipio situado en el distrito de Birkenfeld, en el estado federado de Renania-Palatinado (Alemania). Su población estimada a finales de 2016 era de 291 habitantes.
Se encuentra ubicado en el centro-oeste del estado, a poca distancia de la frontera con el estado de Sarre y de la orilla del río Nahe, un afluente del Rin por la izquierda.
El consejo del municipio está formado por 8 concejales, elegidos por mayoría de votos en las elecciones municipales celebradas el 7 de junio de 2009, y el alcalde honorario como presidente. La alcaldesa de Ellweiler es Ellen Breuer.